# Stade Esseneto
Le stade Esseneto (en italien : Stadio Esseneto), est un stade de football italien situé dans la ville d'Agrigente, en Sicile.
Le stade, doté de 8 000 places et inauguré en 1952, sert d'enceinte à domicile à l'équipe de football de l'Akragas.

## Histoire
Après plus de 20 ans de travaux, le stade Esseneto est ouvert en 1952. Il porte le nom de l'athlète antique Esseneto, originaire de la ville, et qui, aux Jeux olympiques de 416 av. J.-C. et de 412 av. J.-C., a remporté l'épreuve de course de chars pour le compte de la ville d'Élée en Grande-Grèce.
Le stade a accueilli, entre autres, un match de l'équipe d'Italie militaire de football, une rencontre du pape Jean-Paul II avec les jeunes en mai 1993, ainsi que plusieurs concerts, comme Pooh dans les années 1980, ou encore Jovanotti en 1997.
En août 2014 et ce durant un an, le terrain, le système d'éclairage et les fondations sont refaites.